# Etničke grupe Brazila
Etničke grupe Brazila, 194,228,000 stanovnika (UN Country Population; 2008)

## A
- Agavotaguerra	100
- Aikana, Tubarao	300
- Ajuru	80
- Akawaio, Ingarico	600
- Akunsu	?
- Amahuaca 200
- Amapski kreoli	28,000
- Angloamerikanci, U.S.	34,000
- Amundava	90
- Anambe	100
- Apalai	400
- Apiaka	200
- Apinaje	1,500
- Apurina	2,900
- Arana	90
- Arapi	253,000
- Arapaso	300
- Arara do Acre	200
- Arara do Mato Grosso	200
- Arara do Para	200
- Arara de Rondonia	200, govore karo
- Arawete	300
- Arikapu	?
- Armenci	43,000
- Arua	60
- Asurini do Tocantins	300
- Asurini do Xingu	100
- Atikum, Uamue	2,900
- Ava-Canoeiro	60
- Aweti	100

## B
- Bakairi	1,000
- Baniwa	5,400
- Bara, Waimaha	100
- Bare	2,900
- Baski	5,800
- Bororo	1,000
- Brazilci	157,742,000
- Brazilski mestici	23,307,000
- Britanci 11,000

## C
- Canela, Ramkokamekra	1,900
- Carapana	50
- Carib, Galibi do Uaca	1,900
- Carutana	300
- Chamacoco	40
- Cinta-Larga	1,400
- Cubeo, Kobewa	300

## D
- Daw	100
- Deni	800
- Desano	1,600
- Diahoi	50

## E
- Enawene-Nawe	400

## F
- Francuzi	16,000
- Fulnio	5,200

## G
- Galibi do Oiapoque	30
- Gaviao do Maranhao	500
- Gaviao do Para	400
- Gaviao de Rondonia	500
- Grci	10,000
- Guaja	300
- Guajajara	16,000
- Guana, Kaskiha, Kinikinao	40
- Guarani, Ava	5,800
- Guarani, Mbya	5,700
- Guato	400
- Guaza	?

## H
- Halo Te Su, Alatesu	40
- Himarima	80
- Hixkariana	600
- Hupda	1,300

## I
- Iapama, Apama	200
- Ikpeng, Txikao	300
- Indijanci, detribalizirani	417,000
- Ipeka-Tapuia, Pato-Tapuia	200
- Irantxe	300
- Itogapuk, Karo	100

## J
- Jabuti	100
- Jamamadi	800
- Jaminawa	600
- Japanci	1,421,000
- Javae	1,000
- Jiripanco	1,600
- Juma	?
- Juriti	40
- Juruna	200

## K
- Kaapor	800
- Kabixi	200
- Kadiweu	1,900
- Kaimbe	1,300
- Kaingang	18,000
- Kaiwa	21,000
- Kaixana	200
- Kalanko	200
- Kalapalo	400
- Kamayura	400
- Kamba	2,100
- Kambeba	200
- Kambiwa	1,700
- Kanamari	1,600
- Kanoe	100
- Kantarure	400
- Kapinawa	2,600
- Karafawyana	50
- Karaja	2,600
- Karapoto	800
- Karipuna de Rondonia	?
- Karipuna French Creole, Karipuna	1,800
- Kariri-Xoco	2,600
- Karitiana	400
- Katuena	500
- Katukina, Panoan	300
- Katukina-Jutai	600
- Kaxarari	300
- Kaxinawa, Cashinahua	4,100
- Kaxixo	60
- Kaxuyana	200
- Kayabi	1,400
- Kayapo	7,400
- Kinezi	288,000 govore Portugalci
- Kiriri	1,500
- Kokama	700
- Korejci	43,000
- Korubo	300
- Kraho	2,100
- Kreen-Akarore	200
- Kreje	30
- Krenak	200
- Krikati-Timbira	700
- Kulina	2,400
- Kuripako, Curripaco	1,200
- Kuruaya	10

## L
- Lakonde	40
- Latunde	100

## M
- Macushi, Makuxi	17,000
- Mađari	20,000
- Makuna	200
- Makurap	300
- Mamainde	100
- Manchineri	500
- Mandawaka	?
- Maquiritari, Mayongong	500
- Marinawa	500
- Marubo	1,100
- Matipu	100
- Matis	200
- Mawayana	300
- Maxakali	1,000
- Mayoruna, Matses	900
- Mehinaku	200
- Mekem	200
- Menoniti 7,000, govore plautdietsch
- Metyktire	90
- Miqueleno	30
- Miranha	600
- Miriti	100
- Morerebi	100
- Munduruku	7,300
- Mura	5,800
- Mura-Piraha	400
- Mynky, Munku	200

## N
- Nadeb	200
- Nahukwa	100
- Nambikwara južni	1,200
- Nambikwara sjeverni	200
- Naua	300
- Nijemci	538,000
- Nizozemci	9,800
- Nukuini	500

## O
- Obalni Tupi, govore Nhengatu	3,500
- Ofaye	60

## P
- Paiaku	200
- Pakaas-Novos, Oro-Mawin	50
- Pakaas-Novos, Orowari	2,500
- Palikur	1,000
- Pankarare	1,600
- Pankararu	5,200
- Pankaru	90
- Papavo	200
- Parakanan	800
- Paranawat	100
- Parecis	1,400
- Parintintin-Tenharim	200
- Patamona	50
- Pataxo-Hahahae	3,600
- Paumari	900
- Pemon, Taulipang	700
- Pira-Tapuia	1,100
- Pitaguari	900
- Pokanga	200
- Poljaci	194,000
- Portugalci	781,000
- Potiguara	7,900
- Poyanawa	400

## R
- Ribeirinhos, Amazon River People	6,530,000
- Rikbaktsa	1,100
- Romi, Brazilski	391,000, govore portugalski
- Romi, Calo	155,000
- Romi, Vlax	359,000
- Rumunji	20,000
- Rusi	132,000

## S
- Sabane	200
- Sakiriabar	70
- Saluma	300
- Sanuma, Yanomami	500
- Satere-Mawe	10,000
- Shanenawa	200
- Sikiana	30
- Siriano	?
- Slovaci	3,600
- Srbi	19,000
- Surui do Para	200
- Surui de Rondonia	1,000
- Suruwaha	200
- Suya	300

## Š
- Španjolci	237,000

## T
- Talijani	544,000
- Tapayuna	70
- Tapeba	2,600
- Tapirape	500
- Tapuia	300
- Tariano	2,000
- Taurepang	600
- Tawande	?
- Tembe	900
- Tenharim	500
- Terena	19,000
- Ticuna, Tikuna	34,000
- Tingui-Boto	400
- Tiriyo, Trio	800
- Tora	50
- Tremembe	3,700
- Truka	1,400
- Trumai	100
- Tsohom-Djapa	100
- Tukano	4,800
- Tumbalala	?
- Tupari	400
- Tupinamba	1,300
- Tupinikim	1,400
- Turci	5,800
- Tuxa	1,700
- Tuyuka	600

## U
- Ucayali-Yurua Asheninca	900
- Ukrajinci	31,000
- Umutina	300
- Uru-Eu-Wau-Wau	90
- Uru-Pa-In	200

## W
- Waiapi	600
- Waimiri-Atroari	1,000
- Wai-Wai	200
- Wakona	900
- Wanano, Guanano	600
- Wapixana	6,800
- Warekena, Guarfekena	500
- Wassu	1,500
- Waura	400
- Wayampi, Amapari	600
- Wayana	400
- Wayoro	90

## X
- Xakriaba	7,300
- Xambioa	200
- Xavante	10,000
- Xerente	1,900
- Xereu	200
- Xeta	300
- Xipaia	?
- Xoco	300
- Xokleng	600
- Xukuru	6,600
- Xukuru-Kariri	1,900

## Y
- Yabaana	90
- Yakarawakta	30
- Yanomam, Waiká	12,000
- Yanomami-Ninam	600
- Yanomami-Yanomamo	2,200
- Yawalapiti	200
- Yawanawa	500
- Yekuana	500
- Yepa-Mahsa	60
- Yuhup, 	400

## Z
- Zoe	200
- Zoro	400

## Ž
- Židovi	96,000